# Crisis económica de 1804 en México
En 1804 Nueva España vivió una severa crisis fiscal causada en su mayoría por la elevación de los impuestos, debido a que Nueva España era una de las zonas más prósperas del Imperio español.
Estos impuestos hicieron quebrar a muchas grandes fortunas, que además no contaban con ningún recurso para recuperarse, pues invertir en minería y en agricultura era arriesgado debido al estado deteriorado de la economía.
El clero también sufrió la acometida fiscal de 1804, pues el gobierno español de Godoy solicitó cuantiosos préstamos a los obispados mexicanos para financiar la guerra contra Napoleón.